# Franz Eybl
Franz Eybl (Vienna, 1º aprile 1806 – Castello del Belvedere, 29 aprile 1880) è stato un pittore austriaco.

## Biografia
Eybl nacque nel sobborgo viennese di Gumpendorf in Große Steingasse 136 (oggi Stumpergasse 55). Nel 1816, all'età di dieci anni, entrò all'Accademia di Belle Arti di Vienna, studiando con Josef Klieber e Josef Mössmer. Tra il 1820 e il 1823 studiò sotto Giovanni Battista Lampi e Francesco Caucig, riproducendo statue e calchi antichi. Fino al 1828 studiò pittura di storia con Johann Peter Krafft e gran parte del suo lavoro lo dimostra. Nel 1825 Eybl vinse il Premio Gundel dell'Accademia e nel 1828 il Premio Lampi. Nel 1830 sposò Antonia Jordan. Nel 1843 Eybl divenne un membro dell'Accademia. Eybl morì nella sua residenza ufficiale a Belvedere e seppellito nel famoso Zentralfriedhof di Vienna dove sono sepolti personaggi importanti come Beethoven, Brahms e Schubert.

## Opere
Franz Eybl si dedicò alla pittura paesaggistica, alle opere di genere e alla pittura antica. Dopo il 1840 fu influenzato da Ferdinand Georg Waldmüller nel suo uso della luce. Dipinse molti ritratti e si considerò uno dei più importanti ritrattisti nell'Austria del XIX secolo accanto a Friedrich von Amerling. Eybl ha realizzato oltre 400 ritratti litografici ed è paragonabile al prolifico Josef Kriehuber in questo aspetto.
- Ein slowakischer Zwiebelverkäufer (Budapest, Szépmüvészeti Múzeum), 1835
- Ramsauer Bäuerin am Spinnrad  (Vienna, Österreichische Galerie Belvedere),1836,
- Bildnis Frau Nadassy (Vienna, Österreichische Galerie Belvedere), 1839(11.5" x 9")
- Selbstporträt mit Hut (Vienna, Österreichische Galerie Belvedere), 1840
- Selbstporträt vor rotem Grund, 1843
- Bildnis einer Dame im Lehnstuhl, 1846)
- Karl Gustav Wittmann auf dem Totenbett (Vienna Museum), 1847
- Das Innere einer Schmiede (Vienna, Österreichische Galerie Belvedere), 1847
- Lesendes Mädchen (Vienna, Österreichische Galerie Belvedere), 1850
- Ein alter Bettler (Vienna, Österreichische Galerie Belvedere), 1856, oil on wood, 40 x 31 cm (15.5" x 12")
- Graf Miklós Wesselényi der Jüngere (Budapest, Hungarian National Museum)